# فلسفه تائوئیستی
فلسفه تائوئیستی (به‌انگلیسی: Taoist philosophy؛ چینی: 道家؛ پین‌یین: Dàojiā) که با نام تائولوژی نیز شناخته می‌شود، به جریان‌های مختلف فلسفی تائوئیسم اشاره دارد؛ سنتی با منشأ چینی که بر زندگی که با تائو هماهنگ است، اصل اسرارآمیز و عمیقی است که سرچشمه، الگو و جوهر کل هستی است.
در آغاز شکل‌گیری تفکر تائوئیستی، مکاتب مختلفی از فلسفه تائو وجود داشته‌است که از سنت‌های فلسفی دیگر مانند کنفوسیوسیسم و بودیسم نشأت گرفته‌اند و با آن‌ها در تعامل بوده‌اند. تفاوت تائوئیسم با کنفوسیوسیسم در تأکید بیشتر بر تزکیه جسمانی و معنوی و تأکید کمتر بر سازماندهی سیاسی است. فلسفه تائوئیسم در طول تاریخ خود بر مفاهیمی مانند «وو وی» (عمل بی‌دردسر)، زیران (اصالت طبیعی)، چی (روح)، مو (عدم هستی)، ووجی (غیر دوگانگی)، تایجی (قطبیت)، یین و یانگ (تحول)، فن (معکوس)، تزکیه نفس از طریق مراقبه و سایر اعمال معنوی پرداخته‌است.
درحالی‌که محققان گاه تلاش کرده‌اند فلسفه تائویسم را از مذهب تائوئیستی جدا کنند، اما واقعاً هرگز چنین جدایی وجود نداشته‌است. متون تائوئیستی، ادبا و روحانیان تائوئیستی که در هر دو مورد متونی نوشته‌اند و نظر داده‌اند، هرگز بین اندیشه‌های «مذهبی» و «فلسفی»، به‌ویژه آن‌هایی که مربوط به متافیزیک و اخلاق بودند، تمایز قائل نشدند.
متون اصلی این سنت فلسفی به‌طور سنتی دائو ده جینگ و ژوانگزی هستند، اگرچه تنها در زمان سلسله هان بود که تحت عنوان تائوئیست (دائوجیا) در کنار هم قرار گرفتند. آیی‌چینگ نیز بعدها توسط دانشمندانی مانند وانگ بی با این سنت مرتبط شد. علاوه بر این، حدود ۱۴۰۰ متن دیگر به‌عنوان بخشی از دستورالعمل‌های تائوئیسم (دائونگ) گردآوری شده‌است.